# Édouard Bonnefous

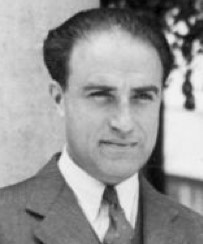
Édouard Bonnefous (1951)

Édouard Henri Jean Bonnefous (* 24. August 1907 im 16. Arrondissement (Arrondissement de Passy), Paris; † 24. Februar 2007 im 8. Arrondissement (Arrondissement de l’Élysée), Paris) war ein französischer Hochschullehrer und Politiker der Union démocratique et socialiste de la Résistance (UDSR), der unter anderem zwischen 1946 und 1958 Mitglied der Nationalversammlung und Minister in mehreren Regierungen der Vierten Französischen Republik war. In der Fünften Republik war er von 1959 bis 1986 Mitglied des Senats sowie von 1978 bis 1993 Kanzler des Institut de France.

## Leben

### Abgeordneter, Minister und Senator

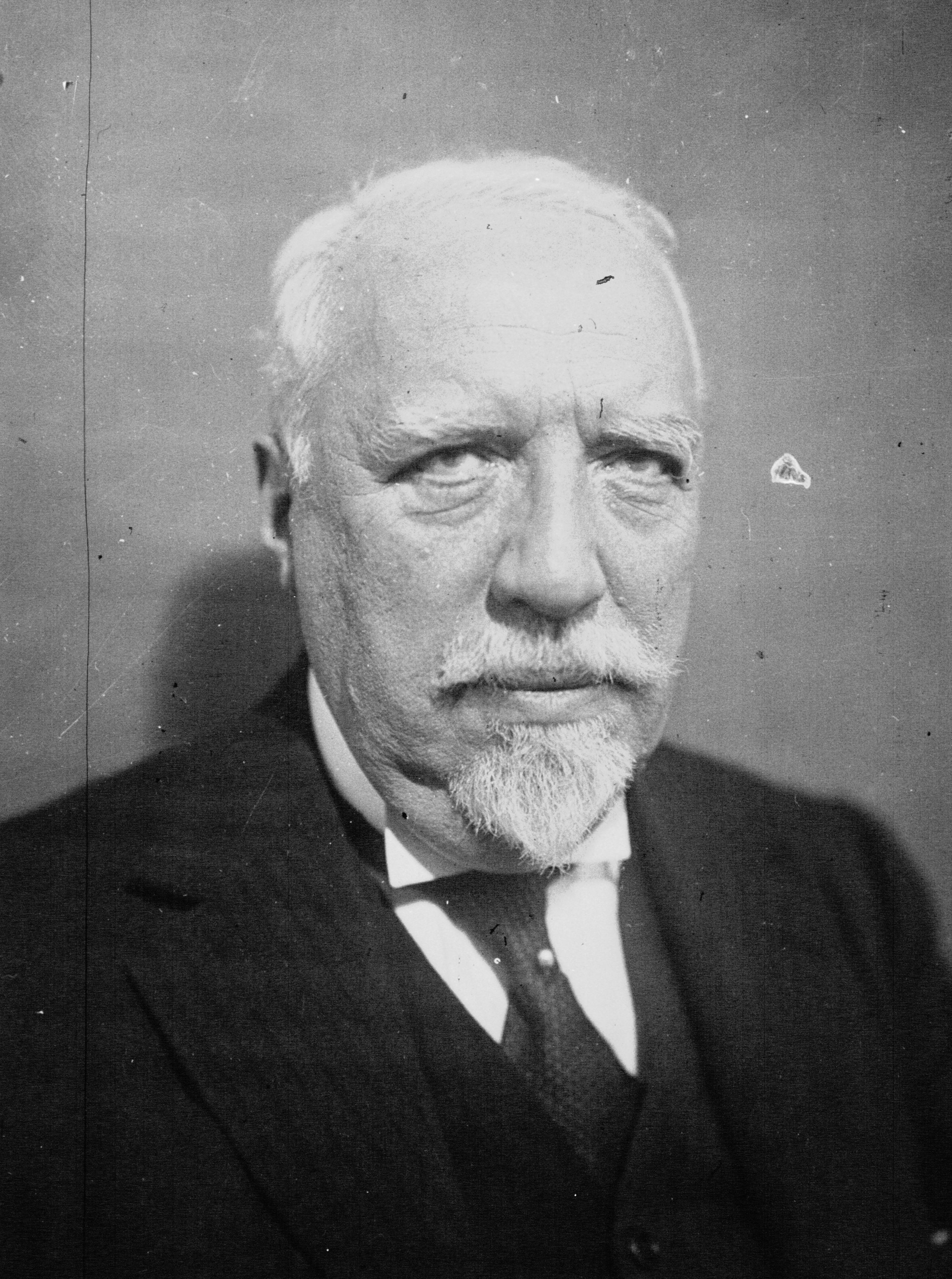
Georges Bonnefous, der Vater von Édouard Bonnefous, war Mitglied der Abgeordnetenkammer sowie zwischen 1928 und 1929 Minister für Handel und Industrie.

Édouard Henri Jean Bonnefous war der Sohn des Politikers Georges Bonnefous (1867–1956), der unter anderem Mitglied der Abgeordnetenkammer sowie zwischen 1928 und 1929 Minister für Handel und Industrie war. Nach dem Besuch des Lycée Janson de Sailly absolvierte er Studien am Institut d’études politiques de Paris (IEP de Paris), dem sogenannten „Sciences Po“, und am Institut des hautes études internationales (IHEI), das heute zur Universität Panthéon-Assas gehört. Er war einige Zeit als Journalist sowie Theaterkritiker tätig und engagierte sich während der deutschen Besetzung Frankreichs im Zweiten Weltkrieg in der Widerstandsbewegung Résistance für das Befreiungskomitee im Département Seine-et-Oise.
Nach Kriegsende wurde Bonnefous am 10. November 1946 für die Demokratische und Sozialistische Union des Widerstands UDSR (Union démocratique et socialiste de la Résistance) erstmals zum Mitglied der Nationalversammlung (Assemblée nationale) gewählt und vertrat in dieser nach seinen Wiederwahlen am 17. Juni 1951 und 2. Januar 1956 die Interessen des Départements Seine-et-Oise vom 28. November 1946 bis zum 5. Dezember 1958. 1948 gehörte er zu den Teilnehmern des Haager Europa-Kongresses, der von vielen als die erste föderalistische Bewegung der europäischen Geschichte betrachtet wird. Am 20. Januar 1952 wurde er in Kabinett Faure I berufen und bekleidete in diesem bis zum 8. März 1952 den Posten als Handelsminister (Ministre du Commerce). Im Kabinett Mayer fungierte er zwischen dem 8. Januar und dem 21. Mai 1953 als Staatsminister (Ministre d’État) und war als solcher zuständiger Minister für die Überarbeitung der Verfassung. Im Kabinett Faure II übernahm er vom 23. Januar 1955 bis zum 1. Februar 1956 das Amt als Minister für Post, Telefonie und Telegrafie	(Ministre des Postes, télégraphes et téléphones).
Zum Ende der Vierten Französischen Republik wurde Édouard Bonnefous am 13. Juni 1957 zum Minister für öffentliche Arbeiten, Verkehr und Tourismus (Ministre des Travaux publics, des Transports et du Tourisme) im Kabinett Bourgès-Maunoury und behielt dieses Ministeramt auch im darauf folgenden Kabinett Gaillard (6. November 1957 bis 14. Mai 1958) und im Kabinett Pflimlin (14. Mai bis 1. Juni 1958).
Nach Inkrafttreten der Verfassung der Fünften Französischen Republik am 4. Oktober 1958 wurde Bonnefous am 28. April 1959 zum  Mitglied des wieder geschaffenen Senats (Sénat) gewählt und vertrat in diesem nach seinen Wiederwahlen am 22. September 1969 und am 25. September 1977 für die Gauche démocratique zunächst zwischen 1959 und 1966 wieder das Département Seine-et-Oise und im Anschluss von 1966 bis zum 1. Oktober 1986 das Département Yvelines. Während seiner Senatszugehörigkeit übernahm er am 9. November 1972 von dem am 19. Oktober 1972 verstorbenen Senator Marcel Pellenc die Funktion des Vorsitzenden des Ausschusses für Finanzen, Haushaltskontrolle und volkswirtschaftliche Gesamtrechnungen und behielt diese bis zu seiner Ablösung durch Christian Poncelet am 1. Oktober 1986. Darüber hinaus wurde er am 16. März 1986 zum Mitglied des Regionalrates der Region Île-de-France gewählt und gehörte diesem bis zum 22. März 1992 an.

### Lehrtätigkeiten und akademische Ämter
Neben seiner politischen Tätigkeit lehrte Édouard Bonnefous 25 Jahre lang als Professor am Institut des hautes études internationales und wurde am 20. Oktober 1966 Vizepräsident des Ozeanographischen Instituts von Paris IOP (Institut océanographique de Paris), dessen Verwaltungsratspräsident er zwischen 1992 und 1996 war. Des Weiteren fungierte er zwischen 1976 und 1978 als Präsident des Nationalen Konservatoriums für Kunst und Gewerbe CNAM (Conservatoire national des arts et métiers) und war als Nachfolger von Jacques Rueff von 1978 bis zu seiner Ablösung durch Marcel Landowski 1993 Kanzler des Institut de France. Er war Mitglied der Académie des sciences morales et politiques und wurde 1980 Mitglied der Académie nationale de médecine. 1984 war er Präsident der 1928 von Winnaretta Singer gegründeten Fondation Singer-Polignac, einer als gemeinnützig anerkannte Stiftung, und wurde 2006 Ehrenpräsident dieser Stiftung. 
1997 begründete er den nach ihm benannten und vom Institut de France jährlich verliehenen „Prix Édouard-Bonnefous“ für Werke oder Autoren, die humanistische Werte verteidigen, und den bislang unter anderem Jean-Marie Pelt (2006), Didier Migaud (2007), Jean-Paul Bled (2009), Xavier Tilliette (2010), Philippe Descola (2011), Michel Winock (2014), Corine Pelluchon (2015) und Aurore Gaillet (2022) erhielten.

## Ehrungen und Auszeichnungen

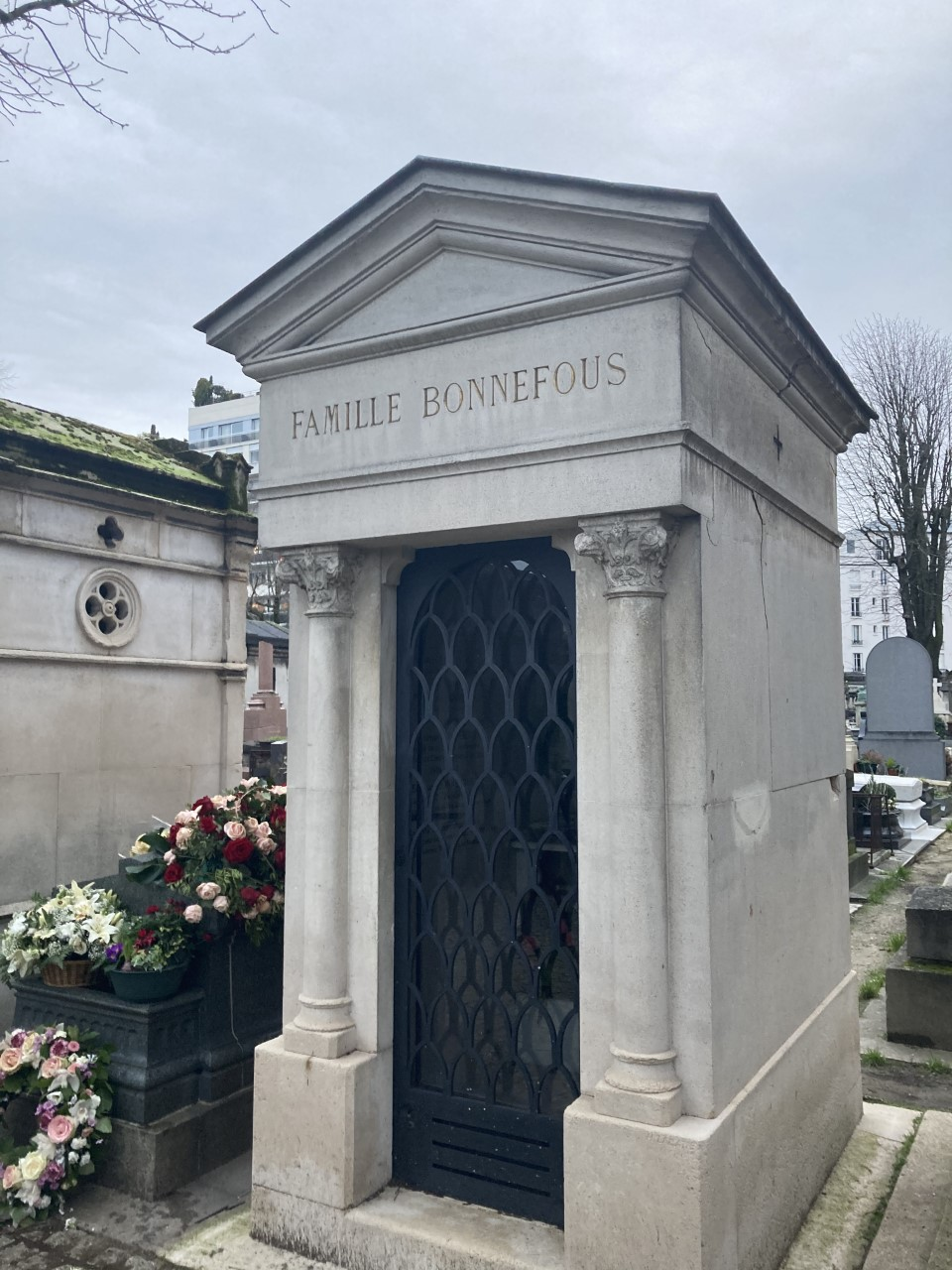
Gruft der Familie Bonnefous auf dem Cimetière de Passy im 16. Arrondissement von Paris.

Bonnefous wurde für seine Verdienste zum Kommandeur des Ordens für Verdienste um den Handel sowie Kommandeur des Ordens für Verdienste um das Postwesen und erhielt zudem zahlreiche ausländische Orden wie das Großkreuz des Ordens der Krone von Italien sowie das Großkreuz des Ordens des Infanten Dom Henrique und war Großoffizier des Verdienstordens der Italienischen Republik, Großoffizier des Leopoldsordens von Belgien, Großoffizier des Verdienstordens Pro Merito Melitensi sowie Kommandeur des Sankt-Olav-Ordens. 
Für sein 1952 erschienenes Buch L’Europe face à son destin („Europa stellt sich seinem Schicksal“) wurde ihm 1953 der Preis der Société de Géographie verliehen. 1968 wurde sein Buch Histoire politique de la Troisième République (1906–1940) („Politische Geschichte der Dritten Republik (1906–1940)“) mit dem Grand Prix Gobert der Académie française ausgezeichnet. Ferner erhielt er 1976 den Preis des Französischen Fonds für Natur und Umwelt (Fonds français pour la nature et l’environnement), 1985 die Medaille der Fondation du Mérite Européen, 1992 die Medaille des Kreises der Interalliierten Union (Cercle de l’Union interalliée) sowie 1995 die Großmedaille der Gesellschaft zur Förderung des Fortschritts (Société d’encouragement au progrès). Nach seinem Tode wurde er in der Gruft der Familie Bonnefous auf dem Cimetière de Passy im 16. Arrondissement von Paris beigesetzt.

## Veröffentlichungen
- L’idée européenne et sa réalisation, 1950
- L’Europe face à son destin, 1952
- Les Milliards qui s’envolent, Fayard, 1963
- Histoire politique de la Troisième République (1906–1940), 1968
- L’Homme ou la nature?, 1970
- Avant l’Oubli, 1985, ed. Laffont
- Réconcilier l’homme et la nature, 1990
- La société dans les encycliques de Jean-Paul II, Mitautor Patrick Valdrini, 2000
- L’environnement en péril, 2001
- La construction de l’Europe, 2002